# Sexy Night ~Wasurerarenai Kare~
 Sexy Night ~Wasurerarenai Kare~  (SEXY NIGHT ~忘れられない彼~) est l'unique single du groupe temporaire ROMANS, sorti le 20 août 2003 au Japon sur le label Zetima, écrit et produit par Tsunku. Il atteint la 10e place du classement de l'Oricon, et reste classé pendant quatre semaines, se vendant à 25 749 copies durant cette période. Il sort aussi au format "Single V" (DVD) contenant le clip vidéo et son "making of".
La chanson-titre figurera sur la compilation de fin d'année du Hello! Project Petit Best 4, puis cinq ans plus tard sur la compilation Hello! Project Special Unit Mega Best de 2008. Elle sera parfois reprise en concert par diverses chanteuses du H!P. Le titre en "face B" est une chanson inédite, Roman. Le clip vidéo de la chanson-titre figurera aussi sur la version  DVD du Petit Best 4, puis sur le DVD de la compilation Special Unit Mega Best.

## Interprètes
- Mari Yaguchi (de Morning Musume)
- Rika Ishikawa (de Morning Musume)
- Ayaka Kimura (de Coconuts Musume)
- Mai Satoda (de Country Musume)
- Hitomi Saito (de Melon Kinenbi)

## Liste des titres
Single CD
1. Sexy Night ~Wasurerarenai Kare~  (SEXY NIGHT ~忘れられない彼~?)
2. Roman  (ロマン?)
3. Sexy Night ~Wasurerarenai Kare~ (Instrumental)  (SEXY NIGHT ~忘れられない彼~...?)

Single V
1. Sexy Night ~Wasurerarenai Kare~  (SEXY NIGHT 〜忘れられない彼〜?) (clip vidéo)
2. Sexy Night ~Wasurerarenai Kare~ (Dance Version)  (SEXY NIGHT ~忘れられない彼~...?) (clip vidéo)
3. Making Eizo  (メイキング映像?) (making of)